# ランタナトリバ
ランタナトリバ （学名：Lantanophaga pusillidactyla） は、チョウ目（鞘翅目）・トリバガ科・カマトリバガ亜科に分類されるガの一種。北南アメリカ大陸原産で、世界各地に外来種として分布する。

## 分布
アメリカ南部から南アメリカを原産地とする。
ハワイ諸島、オーストラリア、東南アジア、中国、台湾、日本（沖縄本島・西表島）などに移入分布する。

## 特徴
開張11-12mm。頭部と胸部は灰褐色、腹部は茶褐色。前翅に黒褐色の斑紋をもつ。終齢幼虫は体長6mmで、頭部は淡褐色、胸部と腹部は白みを帯びる。
多化性。沖縄本島では9月と11月に確認されている。幼虫はランタナの花序に穴をあけて内部を摂食し、ときには大発生して食べ尽くしてしまう。また、花の基部に蛹室をつくって蛹となる。